# 安卡瓦查南山
13°41′02″S 71°06′37″W / 13.68389°S 71.11028°W
安卡瓦查南山（Ancahuachanan），是秘魯的山峰，位於該國東南部庫斯科大區，由基斯皮坎奇省的奧孔加特區負責管轄，屬於韋爾卡努塔山脈的一部分，海拔高度5,100米。